# Anfidamante (figlio di Busiride)
Anfidamante (in greco antico Ἀμφιδάμας), od anche Ifidamante, è un personaggio della mitologia greca, uno dei figli di Busiride, quest'ultimo uno dei più crudeli re dell'antico Egitto e che a sua volta era figlio di Osiride.

## Mitologia
Padre di Clizia (la futura moglie di Tantalo), e di Naupiadama (la madre di Augia e Clitonimo).
Fu ucciso da Eracle insieme a suo padre, quando cercarono di sacrificare l'eroe.